# Eubranchus mandapamensis
Eubranchus mandapamensis is een slakkensoort uit de familie van de Eubranchidae. De wetenschappelijke naam van de soort is voor het eerst geldig gepubliceerd in 1968 door Rao.